# SEAL輸送潜水艇

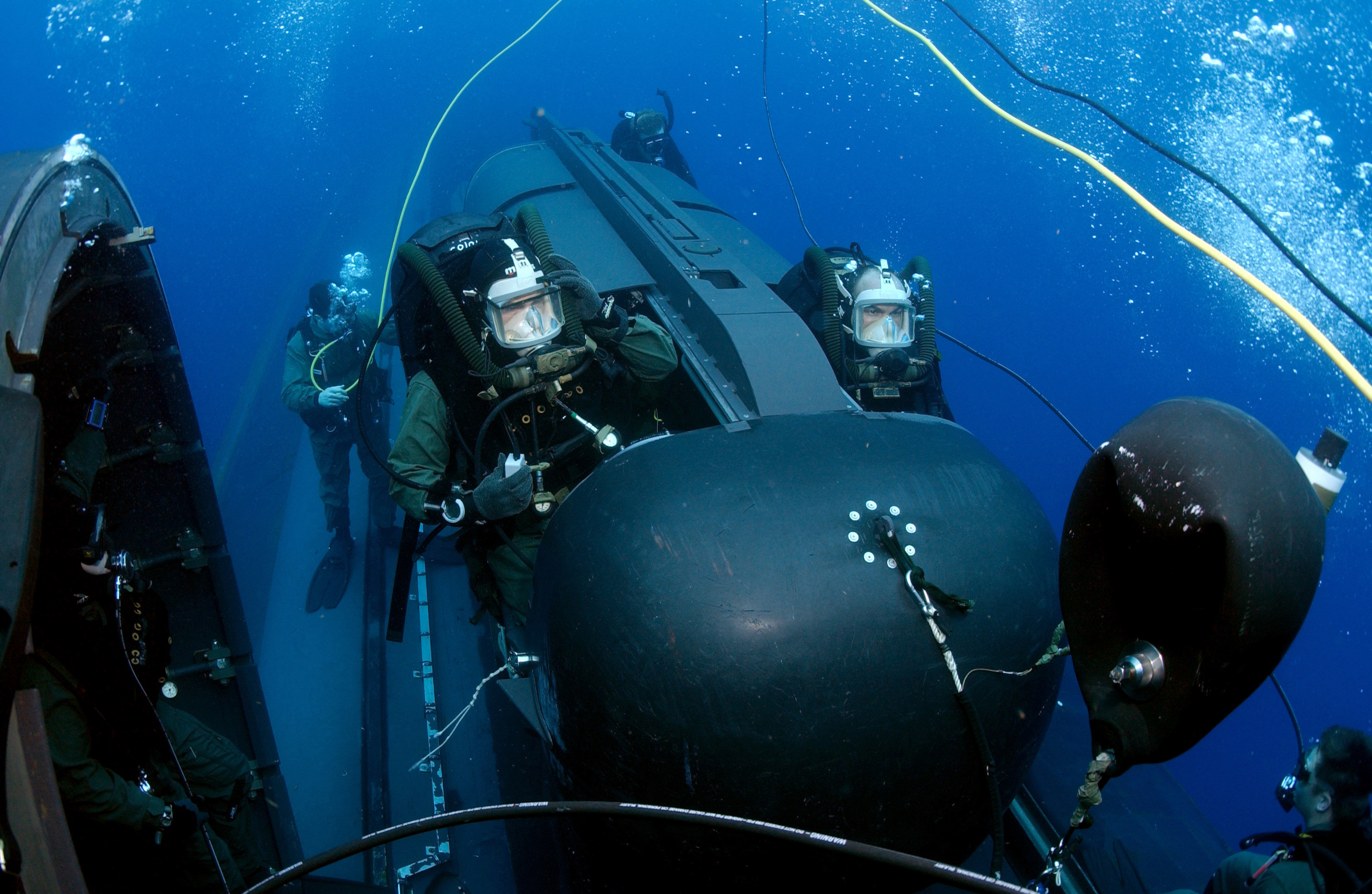
原子力潜水艦「フィラデルフィア」（SSN-690）の背部に設置されたドライデッキ・シェルターからSDVの発進準備中のSEAL輸送潜水艇チーム2（SDVT-2）のメンバー。マーク8改1型SDVの横断面は長方形に近いことがわかる

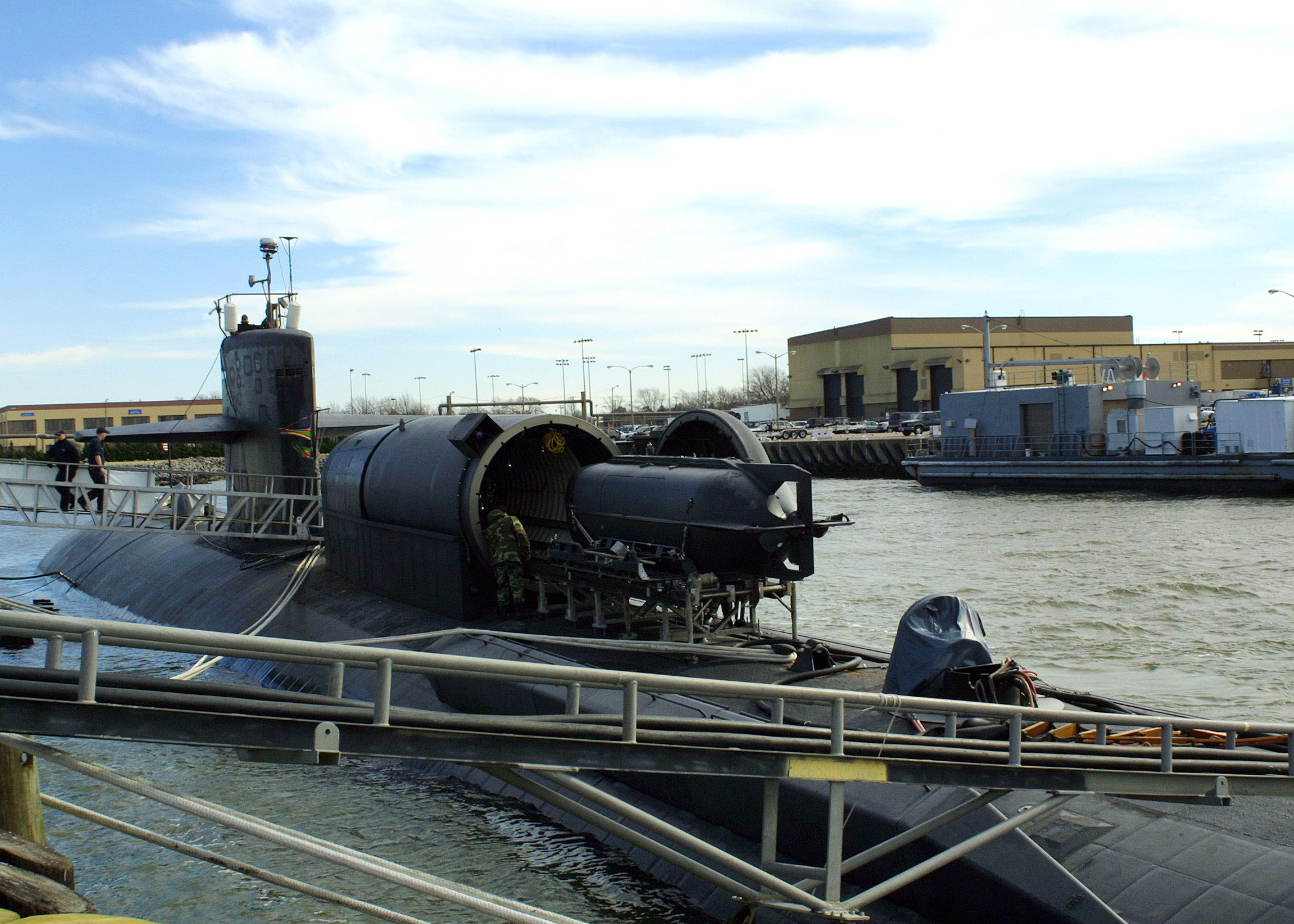
原子力潜水艦「ダラス」（SSN-700）の背部に設置されたドライデッキ・シェルターに格納中のマーク8改1型SDV

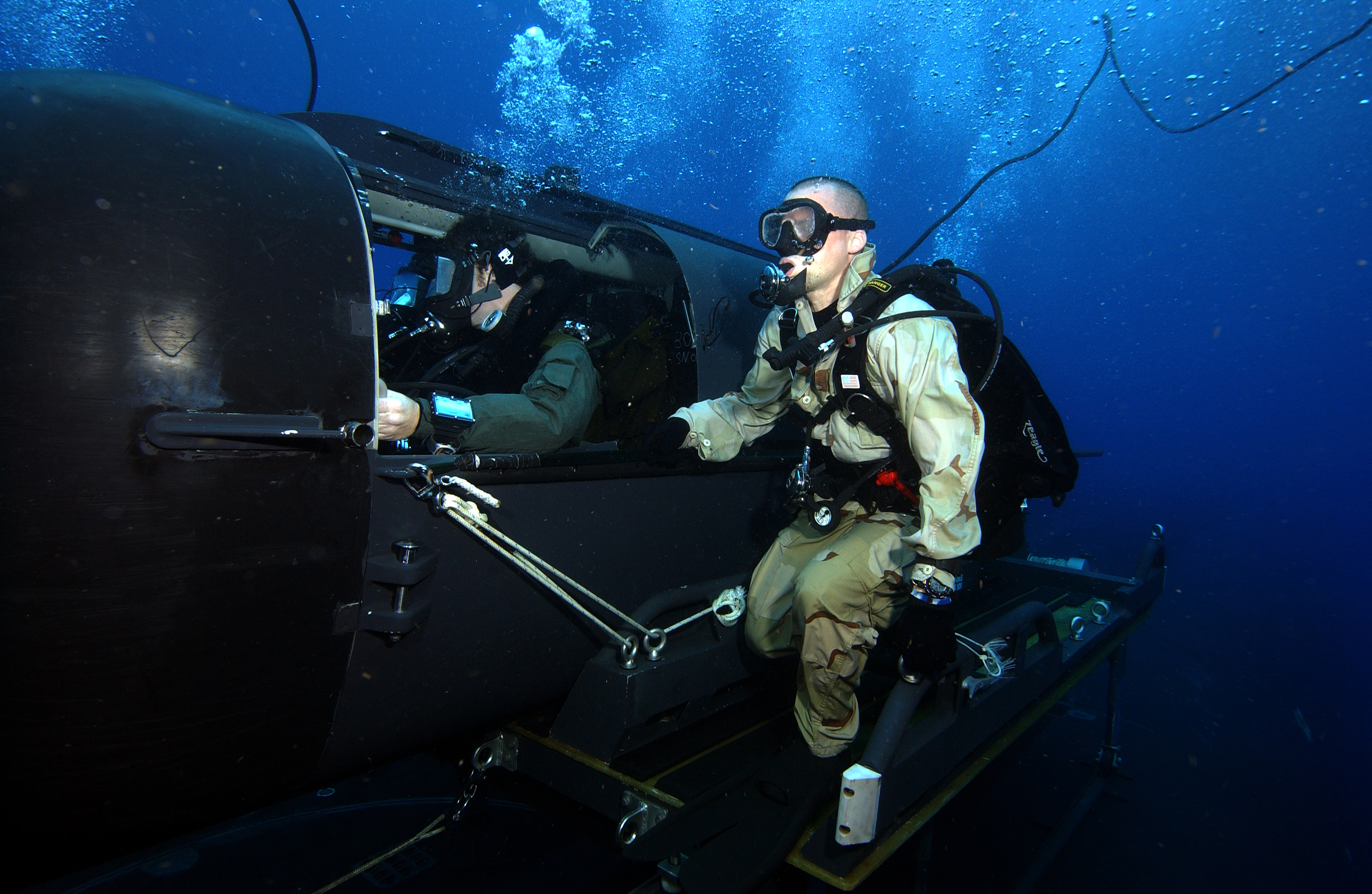
デュアル・スライド・キャノピーを開いた状態のマーク8改1型SDV

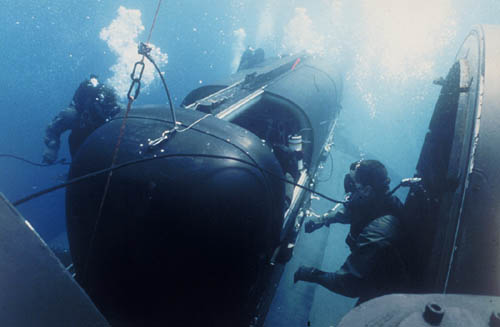
やはりマーク8改1型SDVの横断面は長方形に近いことがわかる。右端に見える円形の開口部はドライデッキ・シェルターの後部ドア

SEAL輸送潜水艇（シールゆそうせんすいてい, 英: SEAL Delivery Vehicle, SDV）は、アメリカ海軍特殊部隊SEALs専用に開発された、特殊作戦用の小型潜水艇であり、潜水兵員輸送潜水艇（Swimmer Delivery Vehicle, 略称は同じくSDV）の1タイプとして位置づけられている。

## 概要
SDVはパイロット・副パイロット各1名と潜水兵員チーム（最大4名と言われているが詳細は不明）および兵員の装備を、水中または陸上の目標へ輸送し、また、撤収を行うのに用いられる。パイロット・副パイロットは、普通は戦闘チームの一員を兼ねる。艇内に呼吸用の圧縮空気を蓄えており、潜水兵員の活動可能範囲は、各員の空気タンクまたはリブリーザー（循環型水中呼吸装置）のみによる場合よりも大幅に拡張される。
SDVは主に極秘任務を、立ち入り制限区域（敵が設定した区域、または軍事行動が注目や敵意を喚起しやすい場所）で遂行するために用いられる。
SDVに良く似たものとして、同じくSEALs用に開発された、改良型SEAL輸送システム（Advanced SEAL Delivery System, ASDS）と呼ばれるやや大型の潜水艇があるので、混同しないように注意が必要である。SDVでは、船室内は水に浸かった状態であり、各兵員はスキューバ器具を装着し、艇から圧縮空気の供給を受けた状態で乗船する。これに対して、ASDSは生命維持装置とエアーコンディショニング装置を備えており、船室内は空気で満たされている。
SDVはリチウムイオン二次電池を動力源にしており、推進・ナビゲーション・通信・生命維持用の各装置を備えている。マーク8改1型SDVは完全装備の数人のSEALs兵員を任務エリアへ輸送し、付近で停止または回遊して待機し、撤収したSEALs兵員を回収し、帰還することができる。マーク8改1型SDVは、現在のところアメリカ軍に採用されている唯一のSDVである。この外に、既に解役されたマーク6型・7型・11型がある。
SDVは一般に、潜水艦の後部に設けられたドライデッキ・シェルター、またはSDV用の発進・回収設備を持つ水陸両用輸送艇から発進する。無人の状態でなら、C-130 ハーキュリーズ輸送機から、作戦エリアに空中投下することも可能である。

## 沿革 - SDV開発計画
SDV開発計画は第二次世界大戦まで遡ることができ、戦時中は様々なスレッド（水中そり）や潜水艇が、潜水破壊チームのために開発された。戦後は、ガレージショップ型の形態で、様々の潜水破壊部隊で開発が続けられた。これらの中には、マーク5・6・7および12型が含まれている。これらの中間の番号は、作業場の床にはついに姿を現すことのなかった、いくつかの艇に割り当てられている。これらは全て（船室内まで）浸水（ウエット）型のデザインである。
現在はマーク8改1型を中心に据えている。浸水型輸送艇SDV開発計画は、潜水破壊チームおよびSEALsチーム用に供するために、1975年に開始された。なお、この際に公式には潜水兵員輸送潜水艇（Swimmer Delivery Vehicle）と名づけられたが、開発チームが途中でSEAL Delivery Vehicle Teamsと改名された後は、たびたび誤ってSEAL Delivery Vehicleと呼ばれるようになったという経緯がある。初期のマーク8改0型は、水中で使用するPRC104 UHF無線機を装備していた。最新のマーク8改1型はデュアル・スライド・キャノピーと緊急脱出用ハッチを備えている。

## 登場作品

### 映画
『ネイビーシールズ』
マーク8改1型が登場。Navy SEALs隊員たちが、テロリストが利用するとされる飛行場があるソマリア国内に偵察で潜入するために使用する。
撮影には実物のオハイオ級原子力潜水艦「ミシガン」の搭載艇が使用された。

### ゲーム
『コール オブ デューティ モダン・ウォーフェア2』
ロシア軍によって占拠された石油プラットフォームを奪取すべく、主人公らTF141とNavy SEALsによってロサンゼルス級原子力潜水艦「シカゴ」「ダラス」の搭載艇が使用される。